# Лэпхэ-тоу

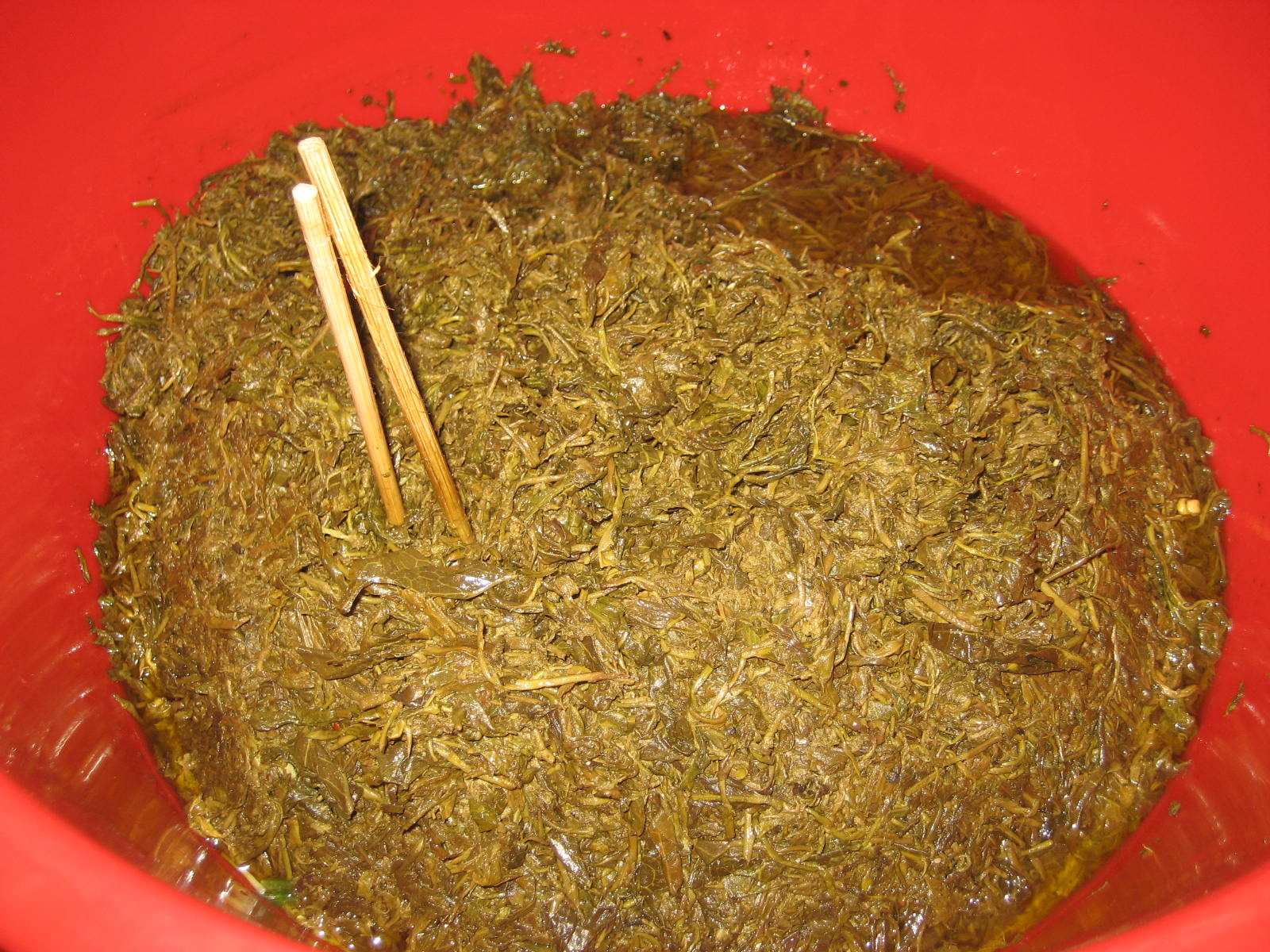
Лэпхэ-тоу для продажи. Рынок в Мандалае (Бирма)

Лэпхэ-тоу (бирм. လက်ဖက်သုပ်, букв. «чайный салат»), известный также как квашеный чай (силосированный чай) — национальное блюдо бирманской кухни, представляющее собой салат из квашеных листьев чая. Мьянма (Бирма) — одна из немногих стран, где чай употребляют и как напиток, и как пищу. Квашеный чай ценится не только как национальный деликатес, но также играет существенную роль в бирманском обществе. Его место в кухне Мьянмы отражено следующим популярным выражением: «Из всех фруктов лучший — манго; из всего мяса лучшее — свинина; из всех листьев лучшие — лэпхэ-тоу (бирм. အသီးအနှံအားလုံးတွင် အကောင်းဆုံးမှာ သရက်သီးဖြစ်သည်။ အသားအားလုံးတွင် အကောင်းဆုံးမှာ ဝက်သားဖြစ်သည်။ အရွက်အားလုံးတွင် အကောင်းဆုံးမှာ lephe-tou ဖြစ်သည်။ A thee ma, thayet; a thar ma, wet; a ywet ma, lahpet)».

## Культивирование
В Мьянме чайные кусты разновидностей Camellia sinensis и Camellia assamica выращиваются в основном на холмах северной части штата Шан вокруг города Намшан, столицы самоуправляемой зоны Палаунг, где проживает одноимённая народность палаунг. Также культивируется вокруг города Могоу в округе Мандалай и рядом с городом Чёнгтун (штат Шан).
Чайные кусты культивируются на площади в 700 кв. км, с которых ежегодно снимают урожай в 60-70 тыс. тонн. Ежегодное потребление квашеного чая достигает 17 % от этой массы, из остального сырья изготавливают напитки.

## Производство

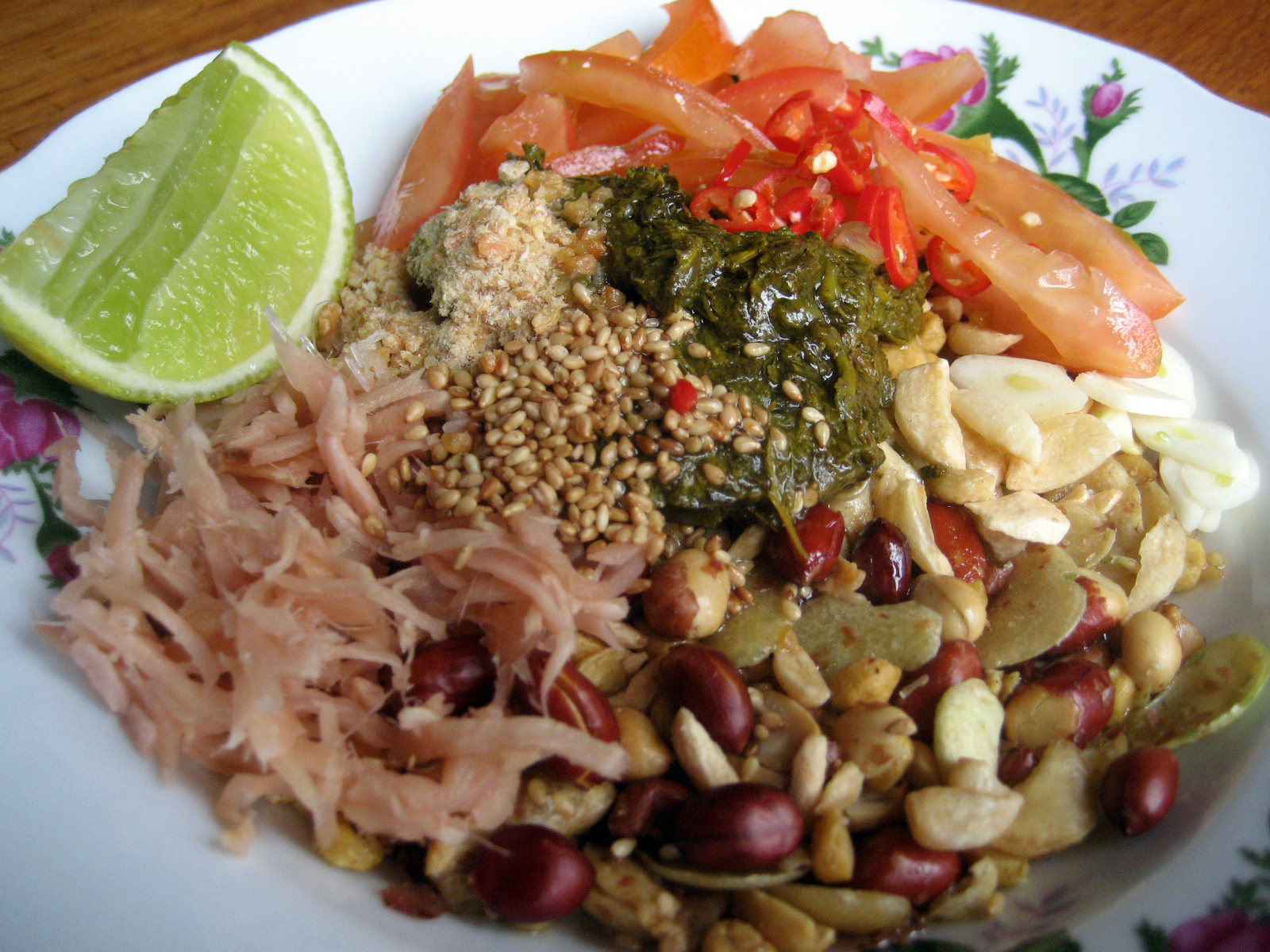
Салат из квашеного чая

Чайные листья собирают во время бирманского двенадцатого лунного месяца табаунга (конец марта — начало апреля). Листья заготавливают ранним утром, а вечером помещают в специальный сосуд цилиндрической формы для пропаривания. Пар проникает в ёмкость через маленькие отверстия на плоском дне из горшка с кипящей водой, на который плотно устанавливают цилиндр. Такая процедура занимает от 30 минут до часа. Далее пропаренные листья выкладывают на чистые бамбуковые циновки, расположенные на специальном помосте, и их там вручную разминают. Затем используется яма 3 м глубиной и 3 м в диаметре. Дно и края ямы закладывают сухими гибкими бамбуковыми стеблями и свежими листьями. Туда опускают размятые чайные листья, плотно утрамбовывая их так, чтобы удалить воздух. Далее на яму опускают тяжёлую деревянную крышку, на которую кладут тяжёлые камни. В таком виде чайные листья держат целый год. Через год этот импровизированный погреб открывают, чайные листья достают и расфасовывают.

## Традиции
Лэпхэ-тоу был древним символом предложения мира между враждующими королевствами в истории Мьянмы: стороны им обменивались и употребляли в пищу в знак примирения. В доколониальные и колониальные времена его подавали после оглашения вердикта в суде; если арбитры были согласны с ним, то они съедали лэпхэ-тоу.